# 吳第
吴第（？—？），字曰庸，福建福州府晋江县人。

## 生平
天啓七年（1627年）丁卯科福建乡试举人，崇祯十三年（1640年）庚辰科進士，先在吏部观政，後授職景陵县知县，在景陵公署中曾以诗歌作家书寄給親弟，詩文曰：「不久成归耳，聊先报数行。真看衰相见，肯为热官忙。酒可留新醅，花须蓄晚香。西园松竹下，早设竹方床。」，任職至弘光時。